# Aeroportul Le Havre – Octeville
Aeroportul Le Havre – Octeville (IATA: LEH, ICAO: LFOH) este un aeroport din Octeville-sur-Mer, Cantonul Montivilliers, Arondismentul Le Havre, Seine-Maritime, Normandia (regiune administrativă), Franța metropolitană, Franța ce deservește zona Le Havre. Aeroportul a fost tranzitat în 2022 de 7.039 de pasageri. A fost deschis în 1939 și numit după Octeville-sur-Mer.
Situat la o altitudine de 95 m, aeroportul dispune de o singură pistă. Este operat de SNC-Lavalin⁠(d).